# 吉赞省
17°30′N 42°30′E / 17.500°N 42.500°E
吉贊省（阿拉伯语：‎；），又譯吉占省，是沙特阿拉伯面積最小的省份，位於沙特阿拉伯西南部，與也門接壤，西臨紅海，綿延 300 km 長，直至也門北部。整個省的面積只有 11,671 km²，2010年統計的初步數字指本省有 1,365,110 名居民。省會位於吉贊市；現任省長是穆罕默德·本·纳赛尔·本·阿卜杜勒阿齐兹親王（Muhammad bin Nasser bin Abdulaziz）。
吉贊省的疆域還包括紅海上過百個島嶼，當中的法拉桑群島是沙特阿拉伯首個受保護地區，是瀕危的阿拉伯瞪羚的家鄉之餘，也是冬季成千上萬從歐洲而來的候鳥的棲息地。

## 地理
全省分為三個部分。
- 內陸是延續的山脈，有礦產。
- 森林區的牧草很豐盛。
- 平原地區盛產農作物，有：咖啡豆，穀類作物（大麥，小米和小麥）和水果（蘋果，香蕉，葡萄，芒果，木瓜，李子，柑橘品種）。

## 教育
- 吉贊大學：成立於2006年，主校舍位於省會吉贊市，但亦有校區在省內第二大城市費拉桑、第三大城市Samtah及第四大城市Darb[2]。